# Scuola di piazza del Popolo

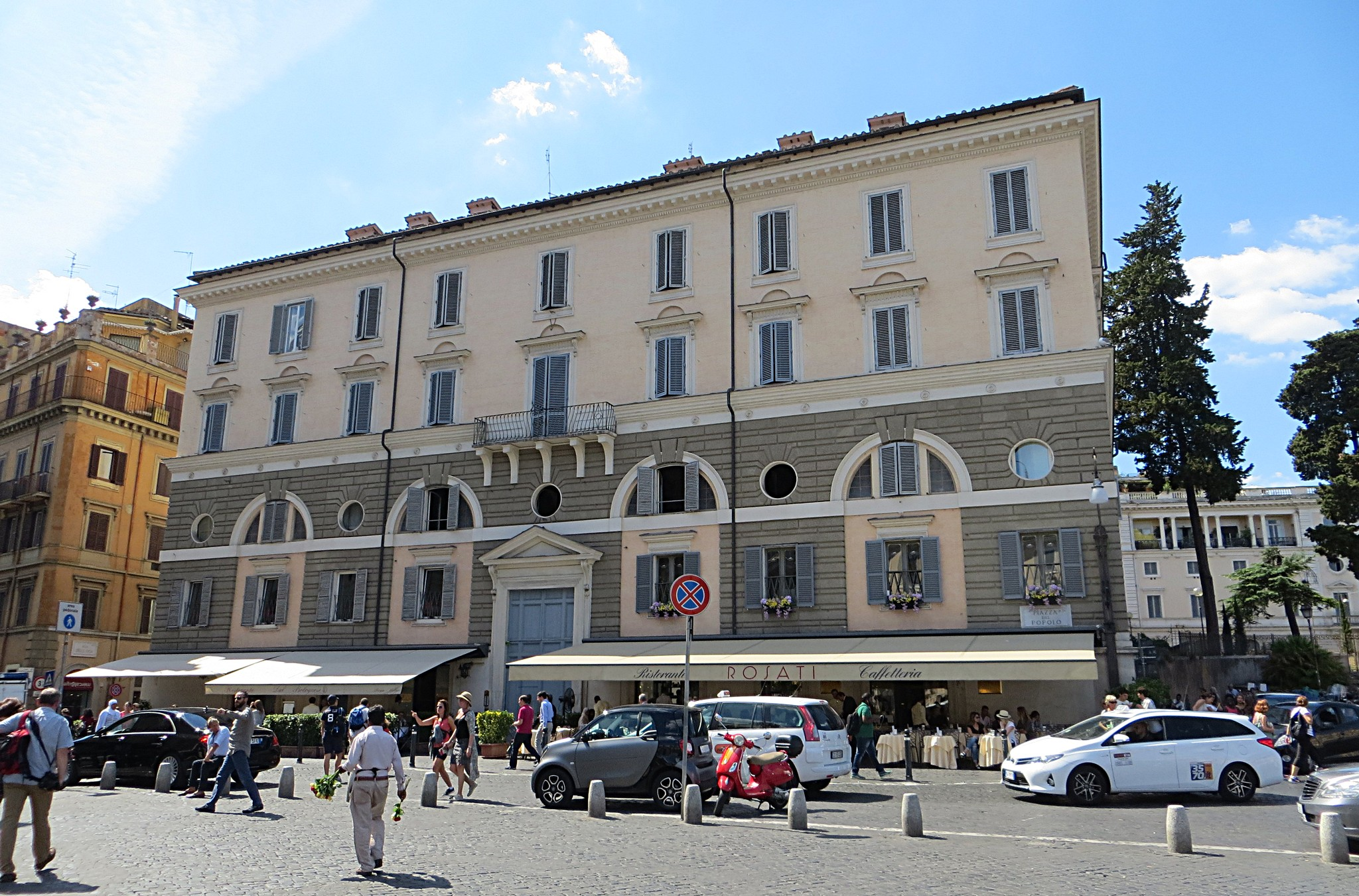
Esterno del Caffè Rosati, in Piazza del Popolo (2015).

La Scuola di piazza del Popolo è stata un'esperienza artistica nata negli anni sessanta a Roma. Gli artisti coinvolti erano Mario Schifano, Giosetta Fioroni, Tano Festa e Franco Angeli, i quali erano soliti riunirsi al Caffè Rosati a piazza del Popolo o presso la Galleria La Tartaruga di Plinio De Martiis.

## Storia
Nata negli anni sessanta dagli artisti Mario Schifano, Giosetta Fioroni, Tano Festa, Cesare Tacchi e Franco Angeli che si riunivano al Caffè Rosati a piazza del Popolo o presso la Galleria La Tartaruga di Plinio De Martiis, vide ben presto nuovi artisti che si unirono al movimento, come Pino Pascali, Francesco Lo Savio, Sergio Lombardo, Renato Mambor, Jannis Kounellis, Cesare Tacchi e Umberto Bignardi. Il più giovane del gruppo fu Enrico Manera, che aveva aderito all'idea avanguardistica del movimento verso la metà degli anni settanta stringendo amicizia con Schifano, Festa e Angeli.
Mario Schifano fu la figura principale del gruppo. La sua prima creazione da considerarsi pop fu Koka-Kola (1961), a cui fece seguito Coca-Cola del 1962. Il dipinto è organizzato come il finestrino di un'auto, pieno di colore rosso, tipico dell'etichetta della celebre bibita; il colore cola verso il basso, facendo riferimento alle sgocciolature di Rauschenberg e Johns, artisti statunitensi che influenzarono non poco il pittore italiano.
Per Schifano la superficie pittorica non tende mai a espandersi nelle tre dimensioni, piuttosto è considerata uno "schermo" su cui si rispecchia il mondo moderno.  La sua pittura va dalle immagini pubblicitarie (Esso, 1964) ai ricordi futuristi fino alla propaganda politica (Compagni, compagni, 1968).
Da considerarsi "schermi" risultano anche i quadri di Franco Angeli, realizzati con successive passate di colore e strati di garza, sotto i quali si pongono le immagini del potere e della violenza (aquile, croci, svastiche).
Risulta più oggettuale il lavoro di Tano Festa, il quale ritrova persiane, specchi e ante di armadi e li presenta come dipinti monocromi. Inoltre, lavora anche con le immagini provenienti dalla storia dell'arte (la Creazione di Adamo di Michelangelo, La grande odalisca di Ingres, il particolare dei Coniugi Arnolfini), interpretandoli come segni di un mondo commercializzato e sottoposto alle stesse leggi con cui si gestiscono i prodotti di massa.
Allo stesso modo agisce Giosetta Fioroni, estrapolando un particolare da un'immagine, dilatandone il fotogramma e isolandolo a tal punto da renderlo irriconoscibile allo sguardo (Liberty, 1965). Sperimenta, al tempo stesso, le possibilità offerte dal collage e dalla fotografia, realizza serie di scatole-assemblages, teatrini e acquarelli in cui sono presenti stelle, fiori, cuori.
Oltre le opere citate emerge il lavoro di Enrico Manera che ironicamente rivisita i grandi del passato,immettendo sempre la parola "EX".
La fine della Scuola si può datare al 1967, anno in cui alcuni artisti presero parte a una esposizione nella galleria L'Attico, nella quale proposero delle opere che incominciavano ad avvicinarsi all'Arte Povera.